# Izvor (Čaška)
Izvor (mazedonisch Извор) ist ein Dorf im zentralen Teil Nordmazedoniens, das zur Gemeinde Čaška gehört. Die nächstgelegene Stadt ist Veles.

## Geographie
Izvor liegt etwa 25 Kilometer südwestlich von Veles und liegt im Babuna-Tal. Das Dorf befindet sich in der historischen Landschaft Klepa, wird jedoch auch zur Region Azot gerechnet.

## Geschichte

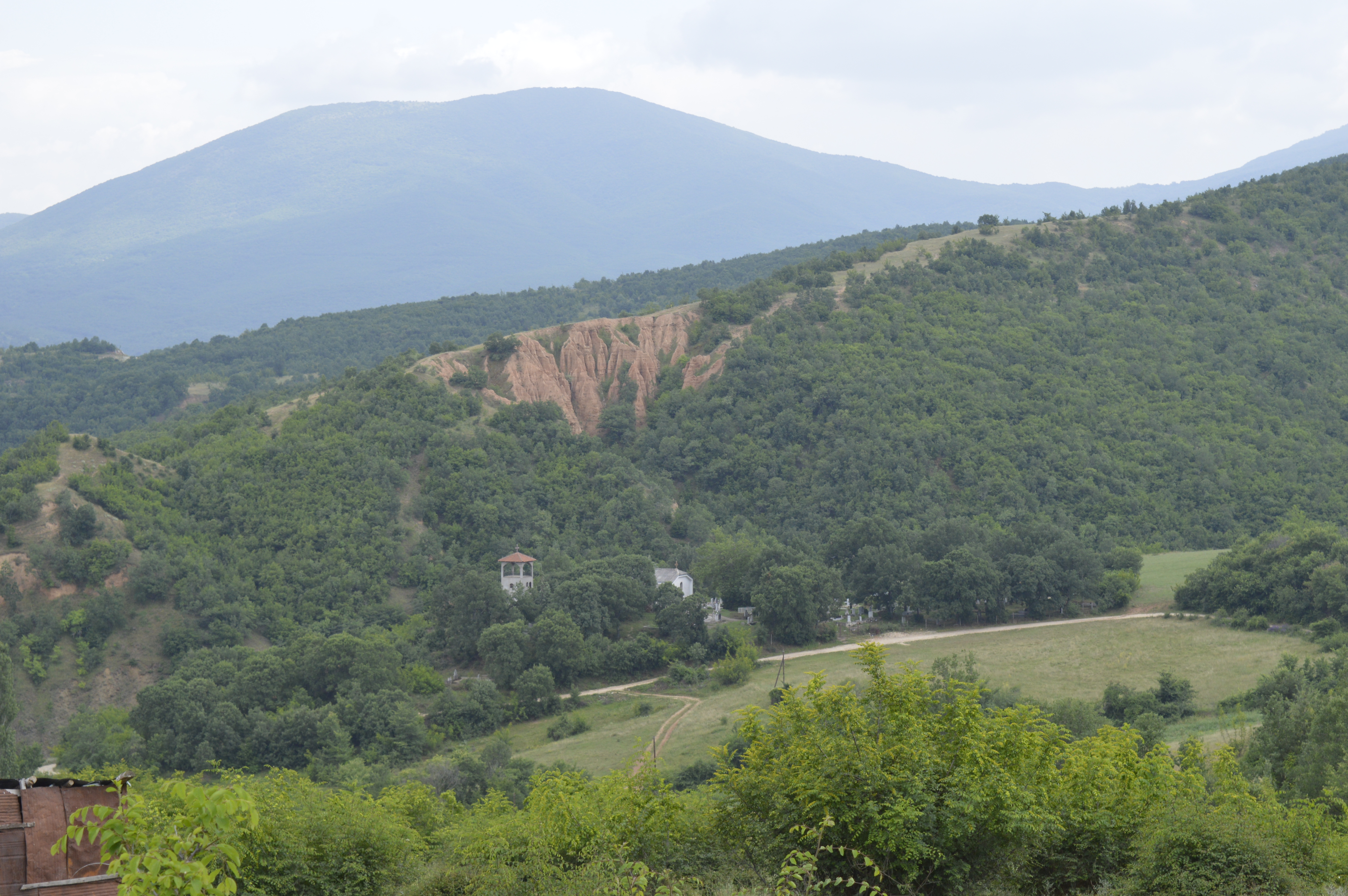
Blick auf die Dorfkirche in Izvor, die dem Heiligen Athanasius gewidmet ist, errichtet im 19. Jahrhundert

Das Dorf Izvor gehört zu den ältesten Dörfern in der Region von Babuna. Der Name des Dorfes ist auf die slawische Bezeichnung für Wasserquelle (kyrillisch: Извор) zurückzuführen. Auf seinem Terrain befinden sich Überreste verschiedener historischer und kultureller antiker Epochen, Izvor selbst wird mehrfach in schriftlichen mittelalterlichen Dokumenten erwähnt. Die ersten schriftlichen Aufzeichnungen über das Dorf Izvor stammen aus dem Jahr 1476, wo es als ein Derwendschi-Dorf mit 40 christlichen Haushalten vermerkt war, deren Einwohner die Pflicht hatten, den Verkehr und die Verbindung Veles–Prilep zu bewachen. Nach erneuten osmanischen Volkszählungen aus den Jahren 1528 und 1544 hatte Izvor jeweils 72 und 112 christliche Haushalte.
Izvor wird auch Mitte des 17. Jahrhunderts im „Reisebuch“ (Seyahatnâme) des osmanischen Reisenden Evliya Çelebi erwähnt. Darin bezeichnete er Izvor als ein „bulgarisches Dorf, welches etwas mehr als hundert Häuser zählte und an einem Bach unter einem Ufer lag, wo sich ein Konak (Anwesen) für Reisende zwischen Prilep und Veles befand.“
Im 19. Jahrhundert war Izvor ein Dorf innerhalb der Kaza (Verwaltungseinheit) Veles des Osmanischen Reiches.
In der französischsprachigen Statistik Ethnographie des Vilayets d’Andrinople, de Monastir et de Salonique zählte im Jahr 1873 Izvor 36 Familien mit 164 Bulgaren auf. Laut der Statistik des Ethnographen Wassil Kantschow zählte Izvor Ende des 19. Jahrhunderts 407 Einwohner, davon 370 christliche Bulgaren, 7 Türken und 30 Zigeuner.
Nach den Statistiken des Sekretärs des bulgarischen Exarchats Dimitar Mischew (La Macédoine et sa Population Chrétienne) im Jahr 1905 lebten in Izvor 472 bulgarische Exarchisten und 18 Zigeuner. Laut einem Geheimbericht des bulgarischen Konsulats in Skopje im Jahre 1907 erkannten 44 von 60 Haushalte des Dorfes unter Drohungen der serbischen Tschetniks das Ökumenische Patriarchat von Konstantinopel an. Nach der Jungtürkischen Revolution 1908 kehrten die 44 Haushalte zurück zum bulgarischen Exarchat.
Im Zuge des Balkankrieges meldeten sich drei Dorfbewohner freiwillig zur Makedonisch-Adrianopeler Landwehr, einem Freiwilligenverband der bulgarischen Armee. Während des Ersten Weltkriegs verlief durch Izvor die militärische Feldbahn Veles–Stepanci, welche von den deutschen Streitkräften verlegt wurde.
1927 führte der deutsche Forscher Leonhard Schultze Izvor auf seiner Karte Mazedoniens auf und ordnete es als ein bulgarisch-christliches Dorf ein.
Laut der letzten Volkszählung von 2002 hatte Izvor 480 Einwohner zu verzeichnen, davon 477 Mazedonier und 3 Serben.